# Sal Frelick
Sal Frelick (Boston, Massachusetts, 19 de abril de 2000) es un jugador profesional estadounidense de béisbol que se desempeña en la posición de jardinero derecho en Milwaukee Brewers, equipo de las Grandes Ligas de Béisbol (MLB).

## Carrera
Fue seleccionado en la primera ronda en el Draft de la MLB de 2021. En 2023 hizo su debut profesional con el equipo Milwaukee Brewers, donde lleva jugando una temporada.